# Medalha "Pela Defesa de Stalingrado"
A Medalha "Pela Defesa de Stalingrado" (em russo: Медаль «За оборону Сталинграда») foi uma medalha de campanha da Segunda Guerra Mundial da União Soviética.

## História da medalha
A Medalha "Pela Defesa de Stalingrado" foi criada em 22 de dezembro de 1942 por decreto do Presidium do Soviete Supremo da URSS. O estatuto da medalha foi alterado em 18 de julho de 1980 pelo decreto do Presidium do Soviete Supremo da URSS № 2523-X.

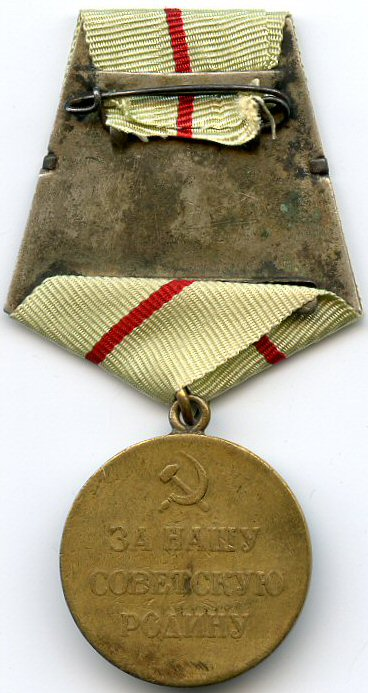
Verso da Medalha "Pela Defesa de Stalingrado"

## Estatuto da medalha
A Medalha "Pela Defesa de Stalingrado" foi concedida a todos os participantes na defesa de Stalingrado — soldados do Exército Vermelho, Marinha e tropas do NKVD, bem como pessoas da população civil que participaram da defesa de Stalingrado durante seu cerco pelas forças do Eixo.
A concessão da medalha foi feita em nome do Presidium do Soviete Supremo da URSS com base em documentos que atestam a participação real na defesa de Stalingrado, emitidos pelo comandante da unidade, pelo chefe do estabelecimento médico militar ou por uma autoridade provincial ou municipal relevante. Os militares em serviço receberam a medalha do comandante da sua unidade, os reformados do serviço militar receberam a medalha de um comissário militar regional, municipal ou distrital da comunidade do destinatário, os membros da população civil e os participantes na defesa de Stalingrado receberam a sua medalha dos Conselhos regionais ou municipais dos Deputados do Povo.
A Medalha "Pela Defesa de Stalingrado" era usada no lado esquerdo do peito e, na presença de outras condecorações da URSS, era localizada imediatamente após a Medalha "Pela Defesa de Sevastopol". Se usado na presença de Ordens ou medalhas da Federação Russa, estas últimas têm precedência.

## Descrição da medalha
A Medalha "Pela Defesa de Stalingrado" era uma medalha circular de latão com 32 mm de diâmetro e borda elevada. No anverso, uma fileira de cinco soldados sobrepostos, totalmente equipados, com seus rifles em punho, marchando para a esquerda; acima dos dois soldados mais à direita, a bandeira soviética tremulando; acima dos outros, tanques e aeronaves de combate também apontando para a esquerda. No topo, no centro, uma estrela de cinco pontas em relevo, de cada lado da estrela ao longo da circunferência da medalha superior, a inscrição em relevo "PELA DEFESA DE STALINGRADO" (em russo: «ЗА ОБОРОНУ СТАЛИНГРАДА»). No verso, próximo ao topo, a imagem em relevo da foice e do martelo, abaixo da imagem, a inscrição em relevo em três fileiras "PELA NOSSA PÁTRIA SOVIÉTICA" ( em russo: «ЗА НАШУ СОВЕТСКУЮ РОДИНУ»).
A Medalha "Pela Defesa de Stalingrado" era presa por um anel através do laço de suspensão da medalha a uma montagem pentagonal soviética padrão coberta por uma fita moiré de seda verde-oliva de 24 mm de largura com uma faixa vermelha central de 2 mm.